# Idrís al-Àkbar
Idrís ibn Abd-Al·lah ibn al-Hàssan ibn al-Hàssan ibn Alí ibn Abi-Tàlib al-Haiximí al-Quraixí (àrab: إدريس بن عبد الله الهاشمي القُرشي, Idrīs b. ʿAbd Allāh al-Hāximī al-Quraxī), més conegut com a Idrís al-Àkbar (‘Idrís el Major’), Idrís ibn Abd-Al·lah o Idrís I, fill d'Abd-Al·lah (anomenat al-Kàmil), fou el fundador del primer regne del Marroc en ser el primer rei de la dinastia idríssida del Màgrib.
Després de la derrota i mort del seu nebot l'alida Al-Hussayn ibn Alí ibn al-Hàssan a Fakhkh, prop de la Meca l'11 de juny de 786, Idrís, que havia combatut al seu costat contra els abbàssides es va amagar per escapar a la matança que va seguir; després, amb el seu company el llibert Raixid, va marxar cap a Egipte que va poder creuar mercès a la complicitat del director de correus, Wadih, que tenia simpaties alides, arribant finalment al Màgrib passant per Tlemcen i sent finalment acollit (787) pels amazics de la regió de Walili (Volúbilis), ciutat fundada pels romans prop de Meknès. El cap de la tribu dels awraba, Abu-Layla Ishaq ibn Muhàmmad ibn Abd-al-Hàmid li va donar la seva hospitalitat i protecció (9 d'agost de 788).
Al cap de sis mesos el cap de la tribu el va fer proclamar imam sobirà, el divendres 5 de febrer del 789 i va ser reconegut pels awraba i per les tribus aliades, independitzant-se de Harun ar-Raixid. Llavors va fundar Fas (Fes) que inicialment fou un campament militar i després va esdevenir Madinat Fas. Va fer diverses expedicions contra les tribus veïnes, moltes de les quals eren cristianes, jueves o adoraven al sol i el foc, i es va assegurar la seva autoritat sobre algunes d'aquestes. Després d'un temps, assegurat el domini de la vall del Wargha, va tornar a Walili o Walila; va fer respectar la frontera per les tribus de la Tamesma i pels Ghayyatha de Taza. Les expedicions al Sus i a Tlemcen que li són de vegades atribuïdes, foren obra del seu fill Idris II.
Va morir enverinat per un servidor de nom Sulayman ibn Jarir al-Jazarí aix-Xammakh enviat suposadament pel califa Harun ar-Raixid entre maig i juliol del 791, deixant la seva dona Kenza embarassada. El seu fill Idrís al-Àsghar accedirà al tron a l'edat d'11 anys. La seva tomba es troba a Moulay Idriss, poble prop de les ruïnes de Volúbilis.